# Malilipot
Malilipot es un municipio filipino de cuarta clase, perteneciente a la provincia de Albáy, en la región de Bicolandia.

## Historia
Hacia mediados del siglo XIX, el lugar, ya por entonces perteneciente a la provincia de Albáy, tenía contabilizada una población de 3301 habitantes, repartidos en 550 casas. Aparece descrito en el segundo volumen del Diccionario geográfico, estadístico, histórico de las Islas Filipinas (1851) de Manuel Buzeta Núñez y Felipe Bravo con las siguientes palabras:

MALILIPOT: pueblo con cura y gobernadorcillo, en la isla de Luzon, prov. de Albay, dióc. de Nueva-Cáceres; sit. en los 127° 23' 20" long., 13° 19' lat., sobre la costa N. E. de la prov., en la orilla del seno de Tabaco, su clima es templado y saludable. Tiene con sus barrios y anejos unas 550 casas de particulares, y ademas la parroquial y la de comunidad donde se halla la cárcel, que son las principales del pueblo. La igl. es de mediana fábrica y se halla servida por un cura secular. Hay una escuela de primeras letras, dotada de los fondos de comunidad. Confina el term. por S. E. con el de Bacacay, cuyo pueblo dista 1 ¼ leg.; por S. O. marca sus límites el volcan de Albay; por el N. confina con el térm. de Tabaco á ¾ leg.; por el O. con la prov. de Camarines-Sur, y por el E. con el seno de Tabaco. El terreno es montuoso y fértil, siendo su principal prod. la del arroz; es pueblo puramente agrícola. pobl. 3,301 alm., 643 trib., que hacen 6,430 rs. plata, equivalentes á 16,075 rs. vn.
(Buzeta y Bravo, 1851, pp. 203-204)

En 2020, tenía censados 40 857 habitantes.